# Padus Fabbrica Automobili
Padus Fabbrica Automobili S.A. war ein italienischer Hersteller von Automobilen.

## Unternehmensgeschichte
Das Unternehmen aus Turin begann im April 1906 mit der Produktion von Automobilen. Der Markenname lautete Padus. Mitte 1908 endete die Produktion nach etwa 600 hergestellten Exemplaren.

## Fahrzeuge
Im Angebot standen die Modelle 6 HP mit Einzylindermotor sowie 8 HP und 10 HP mit Zweizylindermotor. Besonderheit war ein Friktions- bzw. Reibradgetriebe mit 6 Gängen und integrierter Kupplung. Ein 1904 vorgestelltes Modell mit Vierzylindermotor blieb ein Prototyp.